# Alegeri locale în România

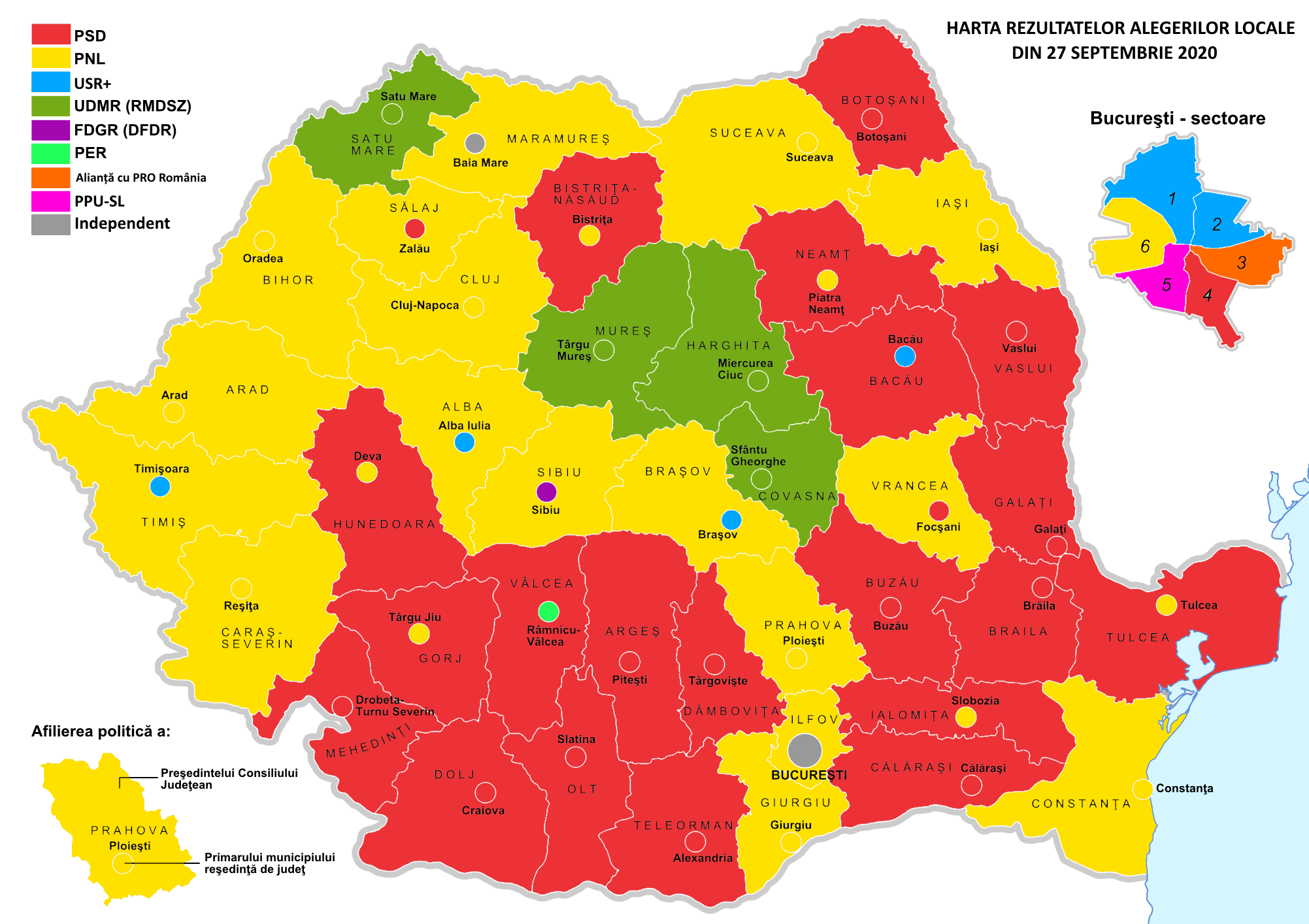
Rezultatele ultimelor alegeri locale din România, în 2020

Alegerile locale în România reprezintă alegerile care desemnează primarii fiecărei comune, oraș și municipiu al României, alături de consilierii și președinții Consiliilor Județene.
Atribuirea mandatelor se face la nivelul circumscripției electorale. Primarii comunelor, orașelor, municipiilor, dar și ai sectoarelor și Primarul General al municipiului București sunt aleși prin scrutin uninominal.
Alegerile locale, de cele mai multe ori, au un singur tur. Cu toate acestea, există posibilitatea ca niciunul dintre candidați să nu aibă majoritatea, caz în care primii doi vor participa la un al doilea tur. Candidatul care obține cele mai multe voturi în acest al doilea tur este declarat ales.